# موزه هنر هونولولو

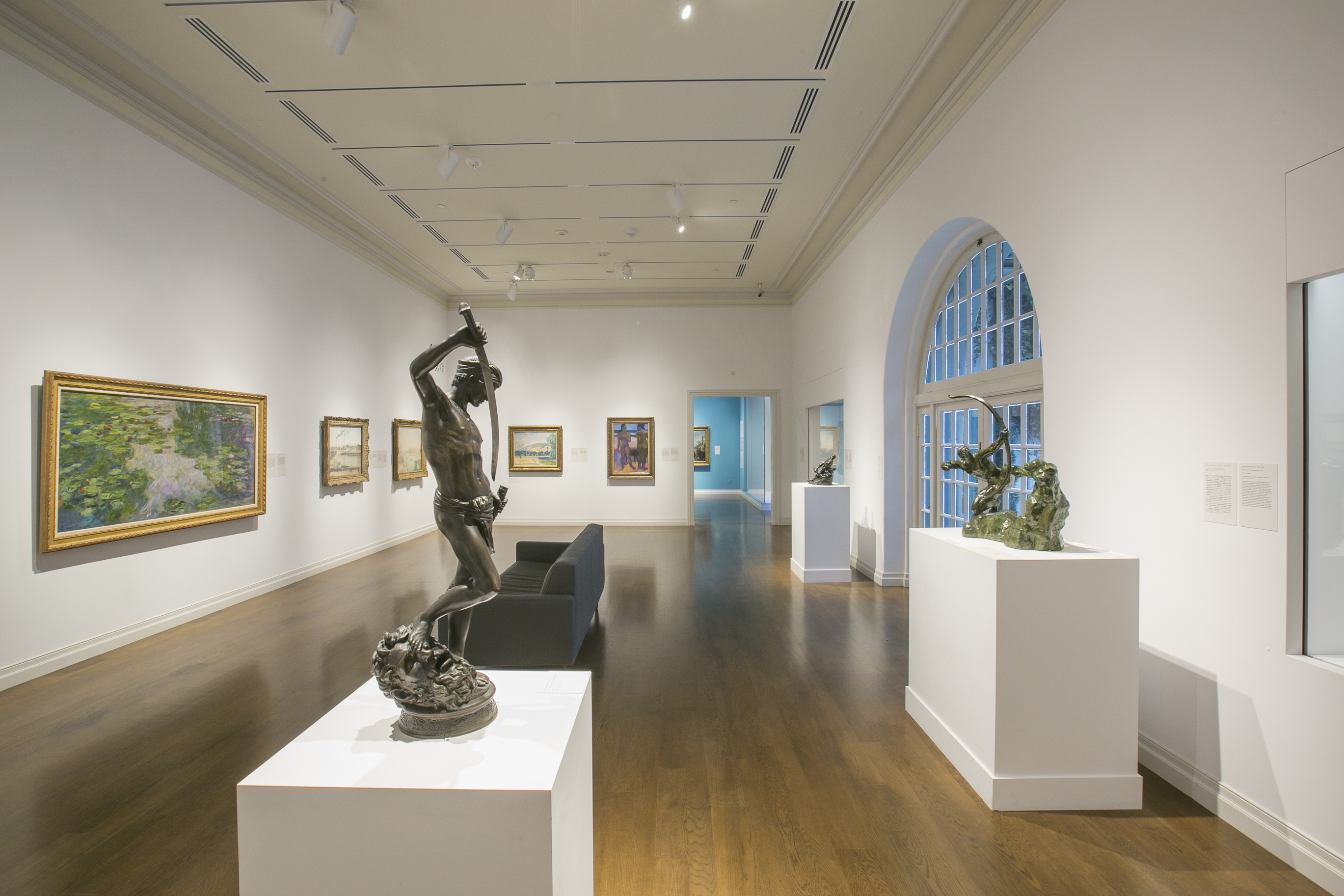
گالری امپرسیونیسم HoMA

موزه هنر هونولولو (به انگلیسی: The Honolulu Museum of Art) یا آکادمی هنرهای هونولولو سابق، موزه‌ای هنری است در هونولولو، هاوایی. این موزه بزرگ‌ترین در نوع خود است و در سال ۱۹۲۲ توسط آنا رایس کوک تأسیس شده‌است. موزه دارای یکی از بزرگ‌ترین مجموعه‌های هنری آسیا و اقیانوسیه در ایالات متحده است، و از زمان افتتاح رسمی آن در ۸ آوریل ۱۹۲۷، مجموعه‌هایش به بیش از ۵۵۰۰۰ اثر هنری افزایش یافته‌است.

## معرفی
کارتر براون، مدیر گالری ملی هنر آمریکا از سال ۱۹۶۹ تا ۱۹۹۲، موزه هنر هونولولو را یکی از بهترین موزه‌ها در مقیاس کوچک در ایالات متحده نامیده‌است. این موزه علاوه بر یک مجموعه دائمی بین‌المللی از نمایشگاه‌های نوآورانه، مدرسه هنری، خانه تئاتر هنر مستقل و کافه، یک فروشگاه را هم در خود جای داده‌است. در سال ۲۰۱۱، موزه معاصر، مجموعه خود را به آکادمی هنر هونولولو هدیه داد. در سال ۲۰۱۲، موزه نام خود را به موزه هنر هونولولو تغییر داد.
این موزه توسط اتحاد موزه‌های آمریکا تأیید شده و به‌عنوان یک مکان تاریخی ملی و ایالتی ثبت شده‌است. در سال ۱۹۹۰، موزه هنر هونولولو برای گسترش برنامه کلاس‌ها و کارگاه‌های هنری خود استودیویی افتتاح کرد. در سال ۲۰۰۱، مجموعه‌ای از غرفه هنری آر. لوس با کافه موزه هنر هونولولو و فروشگاه هنری آر. لوس وینگ با ۷۴۰ متر مربع افتتاح شد.

### مجموعه‌ها و دارایی‌ها
موزه هنر هونولولو، دارای مجموعه بزرگی از آثار هنری آسیایی، به ویژه آثار هنری ژاپنی و چینی است. مجموعه آثار شامل بیش از ۲۰۰۰۰ اثر هنری است که به ژاپن، چین، کره، هند، آسیای جنوب شرقی، اندونزی و فیلیپین اختصاص دارد. این مجموعه‌ها از نقاشی‌های چینی و ژاپنی، سرامیک‌های کره‌ای، مجسمه‌های بودا، شینتو و هنرهای تزئینی جنوب و جنوب شرقی آسیا، و منسوجات مشرق زمین است که از سرتاسر آسیا گردآوری شده و دارای ارزش فراوانی هستند. تاج جواهرنشان، نشانه هنر آسیا، مجموعه‌ای از جیمز ای میچنر است، با بیش از ۱۰۰۰۰ چاپ چوبی اوکی‌یوئه ژاپنی، که سومین مجموعه بزرگ در نوع خود در ایالات متحده است.

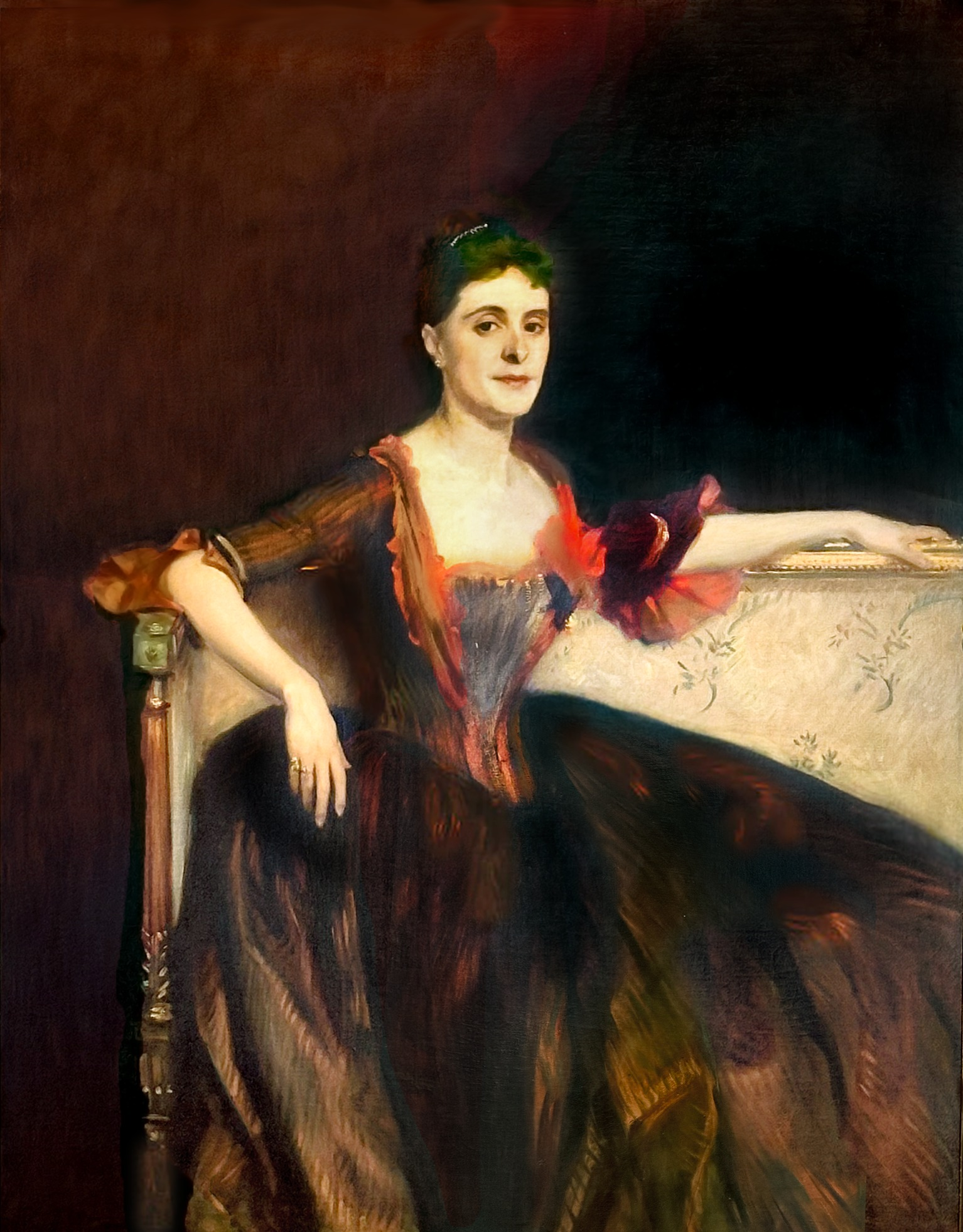
خانم توماس لینکلن مدسون جونیور (مری گوروت)، ۱۸۹۰، اثر جان سینگر سارجنت، رونگ و روغن روی بوم

مجموعه‌های اصلی موزه شامل نقاشی‌هایی مربوط به رنسانس ایتالیایی از ساموئل اچ. کرس، نقاشی‌ها و هنرهای تزئینی آمریکایی و اروپایی، آثاری از هنر آفریقا، اقیانوسیه و قاره آمریکا، آثار منسوج، و مجموعه‌ای گرافیکی با بیش از ۲۳۰۰۰ اثر روی کاغذ در میان انبوه آثار موزه دیده می‌شود. مجموعه آثار، نقاشی‌ها، مجسمه‌ها، هنرهای تزئینی، منسوجات و بیش از ۱۵۰۰۰ اثر روی کاغذ، از دوره رنسانس تا امروز را شامل می‌شود. برجسته‌ترین نقاشی‌های امپرسیونیستی، پست امپرسیونیستی و مدرنیسم اولیه متعلق به ژرژ براک، پل گوگن، ونسان ون گوگ، فرنان لژه، آنری ماتیس، آمادئو مودیلیانی، کلود مونه، پابلو پیکاسو و جیمز مک‌نیل ویسلر در این موزه جای دارند. همچنین آثار مهمی از قرن بیستم تا به امروز شامل نقاشی‌ها و مجسمه‌هایی از لی بونتکو، الکساندر کالدر، لئون گلوب، فیلیپ گاستون، یان پی مینگ، ایسامو نوگوچی، نام جون پایک، جان سینگر سارجنت و دیوید اسمیت در این موزه یافت می‌شوند.
دپارتمان هنر اروپا و آمریکای این موزه، دارای نقاشی‌هایی از یوزف آلبرس، فرانسیس بیکن، ادوارد میچل بنیستر، رومار بیردن، ژان باپتیست بلین، پینتوریکیو، آبراهام فن بیرن، آلبرت بیرشتات، کارلو بوناویا، فرانسوا بوشه و پیر بونار می‌باشد. آلبرشت بوتس، مری کسات، پل سزان، جورجو د کیریکو، فردریک ادوین چرچ، ژاکوپو دی سیونه، ادوارت کولیر، جان سینگلتون کاپلی، پیرو دی کوزیمو، گوستاو کوربه، کارلو کریولی، جاسپر فرانسیس کراپسی، ادگار دگا، اوژن دولاکروا، روبر دولونه، ریچارد دیبنکرن، آرتور داو، توماس ایکینز، هنری فانتن لاتور، هلن فرانکن‌تالر، بارتولو دی فردی، یان فن خوین، فرانچسکو گراناکی، چیلد هاسام، هانس هوفمن،فیلیپ گاستون، ویلیام هارنت، جورج اینس، الکس کاتز، پل کلی، نیکلاس دی لارژیلیر، سر توماس لارنس، موریس لوئیس، ماکسیمیلیان لوس، الساندرو مانیاسکو، رابرت منگولد، پیر میگنارد، کلود مونه، توماس موران، جووانی باتیستا مورونی، مادربزرگ موسی، رابرت مادرول، آلیس نیل، کنت نولاند، جورجیا اوکیف، آمده ازانفان جیمز پیل، چارلز ویلسون پیل، کامی پیسارو، فیرفیلد پورتر، رابرت پریزمن، رابرت راشنبرگ، اودیلون ردون، دیه‌گو ریورا، جورج رامنی، ایل سالویاتی، کارلو ساراسینی، جینو سورینی، فرانک استلا، گیلبرت استوارت، یان فیلیپس فن تیلن، جووانی دومنیکو تیه‌پولو، بارتولومئو ویوارینی، موریس دو ولامینک و ویلیام گای وال نیز دارای آثاری در این موزه می‌باشند.

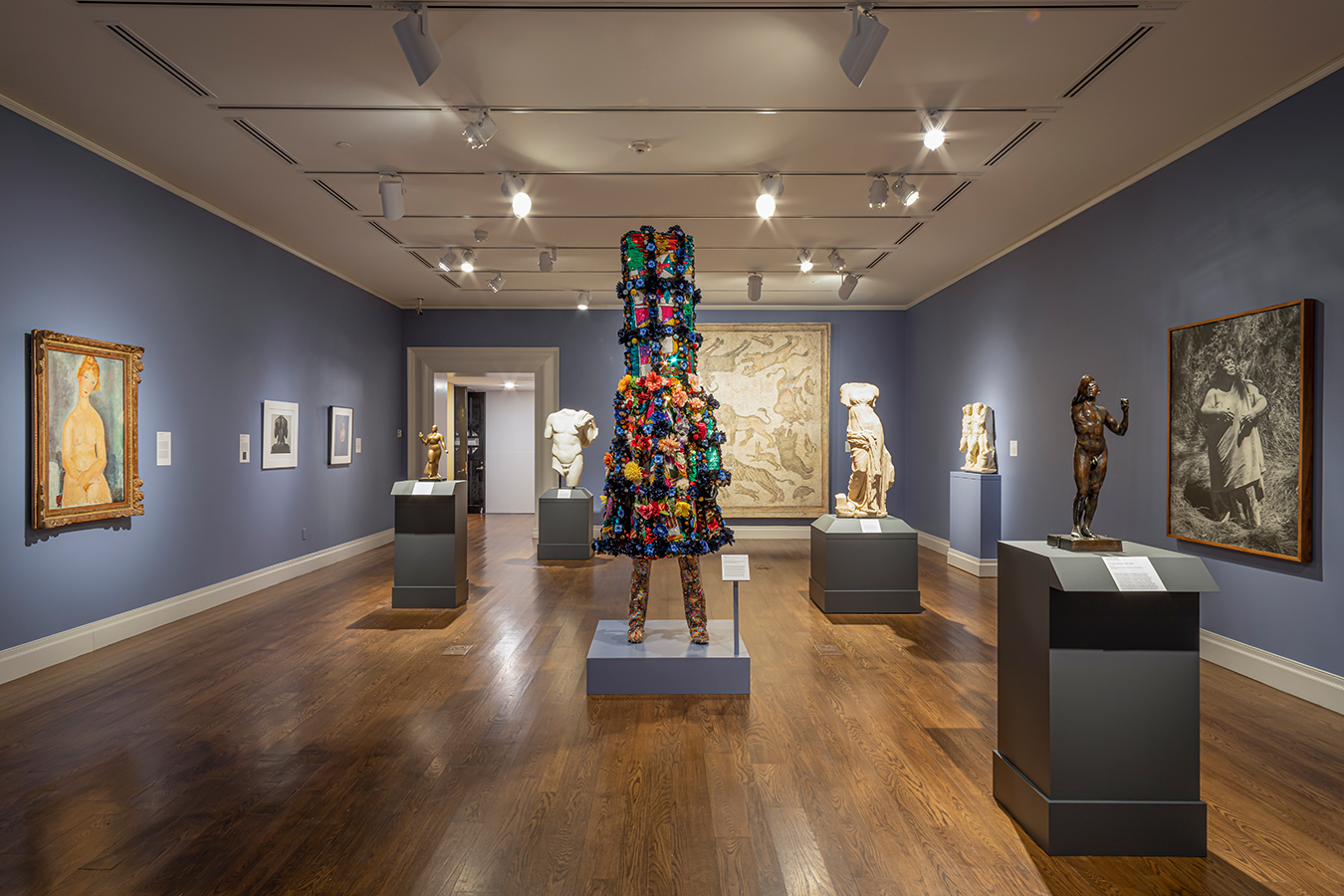
گالری با عنوان «از نظر انسانی» در موزه هنر هونولولو

این مجموعه همچنین شامل آثار سه‌بعدی از الکساندر آرکیپنکو، رابرت آرنسون، لئونارد باسکین، لی بونتکو، آنتوان بوردل، نیک کیو، دیل چیهولی، جان تالبوت دونوگی، جیکوب اپستین، دیوید هاکنی، دانلد کاندیس، دونالد جاد و جون کانکو، ویلهلم لمبروک، روی لیکتنستاین، ژاک لیپشیتس، آریستید مایول، جان مک کراکن، کلود میشل، هنری مور، الی نادلمن، جورج ناکاشیما، لوییز نولسون، هیرام پاورز، جورج ریکی جیمز روزاتی، پیر اگوست رنوآر، اگوست رودن، آگوستوس سن گادنز، لوکاس ساماراس، جورج سگال، مارک دی سوورو، تام وسلمن و جک زاجاک می‌باشد. این مجموعه دائمی در ۳۲ گالری و شش صحن به نمایش گذاشته شده‌است.
در این موزه، تاریخ هنر هاوایی با اختصاص دادن یک گالری به هنرهای سنتی هاوایی، هنر آنان را به نمایش گذاشته شده‌است.

### پذیرش
وسعت موزه هنر هونولولو ۱۳٬۰۰۰ متر مربع است. موقعیت موزه در نزدیکی مرکز شهر هونولولو می‌باشد. این موزه از پنجشنبه تا یکشنبه برای بازدید عموم آزاد است. ورود برای اعضا و افراد زیر ۱۸ سال در برخی رویدادها رایگان است، در غیر این صورت ورودیه دریافت می‌شود. موزه برای ساکنان هاوایی در سومین یکشنبه ماه، از ساعت ۱۰ صبح تا ۶ بعد از ظهر پذیرش رایگان می‌باشد. تور همراه با راهنما چندین بار در روز برگزار می‌شود.

### ساعات بازدید
در روزهای پنجشنبه (۱۰ صبح تا ۶ بعد از ظهر)، جمعه (۱۰ صبح تا ۹ بعد از ظهر)، شنبه (۱۰ صبح تا ۹ بعد از ظهر)، یکشنبه (۱۰ صبح تا ۶ بعد از ظهر) موزه باز است. و در روزهای دوشنبه و چهارشنبه تعطیل است.

### سالن تئاتر دوریس‌دوک
سالن تئاتر دوریس دوک، واقع در موزه، ۲۸۰ صندلی دارد. در این سالن نمایش فیلم، اجرای کنسرت، و سخنرانی‌ها برگزار می‌شود.

### کتابخانه هنری رابرت آلرتون
در سال ۱۹۲۷ کتابخانه‌ای تحقیقاتی با تعداد ۵۰۰ جلد کتاب افتتاح شد. در سال ۱۹۵۵ این کتابخانه گسترش یافت و به نام رابرت آلرتون نام‌گذاری شد. مجموعه کتاب‌های این کتابخانه اکنون شامل ۴۵۰۰۰ کتاب، نشریه، زندگی‌نامه و کاتالوگ حراج مربوط به آغاز قرن بیستم است. این کتابخانه جهت مطالعه برای عموم آزاد است.

### مدرسه هنر موزه هونولولو
از زمان افتتاح موزه در سال ۱۹۲۷، آموزش و پرورش هدف اصلی و هسته مأموریت موزه هنر هونولولو بوده‌است. امروزه این موزه سالانه به بیش از ۴۰۰۰۰ کودک و بزرگسال از طریق کلاس‌های رایگان مدرسه، کارگاه‌های آموزشی، برنامه‌های اطلاع‌رسانی، بازدید رایگان از موزه، سخنرانی‌های رایگان و سایر برنامه‌های ویژه که در طول سال برگزار می‌شود، خدمات می‌دهد.
مدرسه هنر موزه هونولولو (مرکز هنر آکادمی سابق در لینکونا) در سال ۱۹۹۰ افتتاح شد و اکنون هر سال به هزاران نفر از جمله کودک و بزرگسال خدمات آموزشی و فرهنگی می‌دهد.
این مدرسه در حال حاضر در حال مرمت و بازسازی است و در تابستان ۲۰۲۲ بازگشایی خواهد شد.

### شانگری‌لا: بنیاد هنر اسلامی دوریس‌دوک
شانگری‌لا موزه‌ای برای آشنایی با فرهنگ و هنر اسلامی از طریق نمایشگاه‌های نوآورانه، ابتکارات آموزشی، برنامه‌های عمومی و مشارکت‌های اجتماعی است. از طریق مشارکت با موزه هنر هونولولو (HoMA)، بازدیدکنندگان می‌توانند از شانگری‌لا بازدید کنند. برای بازدید از آن رزرو لازم است.
دوریس دوک (۱۹۱۲–۱۹۹۳) شانگری‌لا را با کمک معمار آمریکایی ماریون سیمز وایت ساخت. این مجموعه هنر اسلامی به کوشش دوک در بیش از ۶۰ سال جمع‌آوری شده‌است.

## تاریخچه
آنا رایس کوک (۱۸۵۳–۱۹۳۴)، دختر مبلغ نیوانگلند، و بنیان‌گذار موزه هنر هونولولو، در ۸ آوریل ۱۹۲۷، در بیانیه وقف خود در افتتاحیه موزه، گفت:
«فرزندان ما از ملیت‌ها و نژادهای مختلف، که دور از مراکز هنری به‌دنیا می‌آیند، ممکن است به میراث فرهنگی خود علاقه نشان دهند و با آرمان‌هایی که در هنرهای همسایه‌های خود می‌بینند آگاه شوند… مردم هاوایی، آمریکایی، چینی، ژاپنی، فیلیپینی، اروپایی‌های شمالی و همه مردم دیگری که در این‌جا زندگی می‌کنند، از طریق هنر به‌واسطه شهودات عمیق مشترک، با هم ارتباط برقرار می‌کنند. ممکن است اصولی را دریابند که در یک فرهنگ جدید غنی شده باشد و با گونه‌های کهن در سایر نقاط دنیا تفاوت داشته باشد.» ـ آنا رایس کوک
کوک که در سال ۱۸۵۳ در کوآئی متولد شد، در خانه‌ای بزرگ شد که هنر را ارزش‌مند می‌شمردند. در سال ۱۸۷۴، با چارلز مونتاگ کوک ازدواج کرد و هر دو در هونولولو ساکن شدند. در سال ۱۸۸۲، خانه‌ای در خیابان برتانیا، روبروی میدان توماس ساختند. همان‌طور که حرفه کوک رونق گرفت، آن‌ها مجموعه هنری خصوصی خود را راه‌اندازی کردند. ابتدا قصدشان خرید آثاری برای تزئین سالن پذیرایی بود. او اغلب به مغازه مبل‌سازی یون کوک فونگ رفت‌وآمد می‌کرد که ظروف سرامیک و منسوجاتش از چین می‌رسید.
مجموعه هنری خانواده کوک به‌تدریج بیشتر و بیشتر شد تا جایی در خانه خودشان و خانه فرزندان‌شان جایی برایشان نبود. در سال ۱۹۲۰، او و دخترش آلیس (فیلیپ اسپالدینگ)، عروسش داگمار (ریچارد کوک) و کاترین ای بی کاکس (آیزاک کاکس)، معلم هنر و نمایش، شروع به فهرست‌برداری و تحقیق در مورد این مجموعه کردند، تا این اشیاء را در موزه به نمایش بگذارند. این زنان با اندکی آموزش، در سال ۱۹۲۲، درحالی‌که به فهرست‌برداری مجموعه ادامه می‌دادند، منشور موزه را از قلمرو هاوایی برساختند. کوک موزه‌ای می‌خواست که آرایش چندفرهنگی هاوایی را منعکس کند. او به ایده سنتی غربی موزه‌های هنری وابسته نماند، و همچنین می‌خواست با استفاده از صحن‌هایی که گالری‌ها را در سراسر موزه به هم متصل می‌کند، آب و هوای جزیره را در محیطی باز و مطبوع به نمایش بگذارد.
خانواده کوک زمین خیابان برتانیا را به همراه ۲۵۰۰۰ دلار وقف کردند. خانه را تخریب کردند تا راه را برای ساخت موزه باز کنند. برترام گودهیو، معمار نیویورکی، ساختمانی کلاسیک به سبک هاوایی را با نمای بیرونی ساده، مایل به سفید و سقف‌های کاشی‌کاری‌شده طراحی کرد. گودهیو قبل از تکمیل پروژه درگذشت. نهایتاً این پروژه توسط مایرز موری و فیلیپ به پایان رسید. این سبک از معماری در بسیاری از ساختمان‌های ایالت استفاده شده‌است.
موزه هنر هونولولو در ۸ آوریل ۱۹۲۷ افتتاح شد. یک مراسم سنتی هاوایی وجود داشت که گروه رویال هاوایی، به سرپرستی هانری برگر، در جشن‌ها می‌نواخت. با افتتاح موزه هدایایی از بسیاری از آثار، گاهی اوقات حتی مجموعه‌هایی ارائه می‌شد. موارد اضافه‌شده به ساختمان اصلی شامل یک کتابخانه (۱۹۵۶)، بخش آموزشی (۱۹۶۰)، فروشگاه هدیه (۱۹۶۵)، کافه (۱۹۶۹)، گالری معاصر، دفاتر اداری و تئاتر با ۲۹۲ صندلی (۱۹۷۷)، و یک مرکز استودیویی و برنامه‌نویسی آموزشی (۱۹۸۹) بود. در سال ۱۹۹۹، موزه یک گالری تعاملی کودکان، سالن سخنرانی، و چند دفتر دیگر نیز ایجاد کرد.

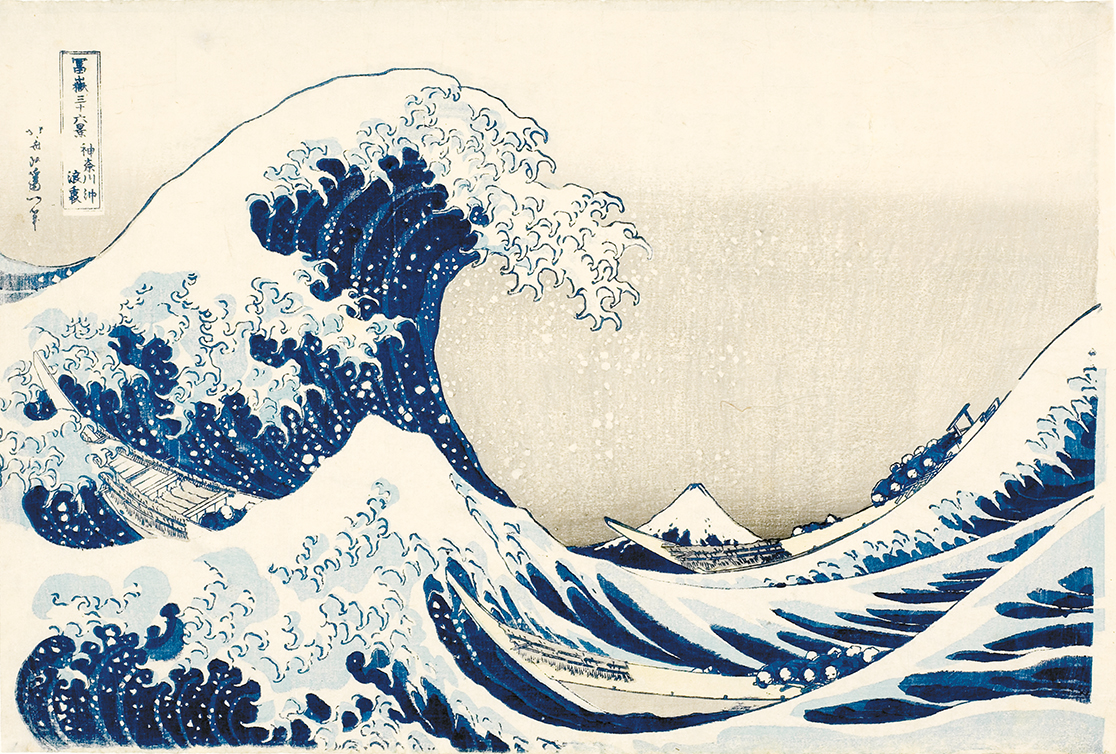
کاتسوشیکا هوکوسای (۱۷۶۰–۱۸۴۹). موج بزرگ در سواحل کاناگاوا، از سری سی و شش نما از کوه فوجی. ژاپن، دوره ادو (۱۶۱۵–۱۸۶۸)، ۱۸۳۲. چاپ بلوک چوبی. جوهر و رنگ روی کاغذ.

ساختمان اصلی توسط بخش هاوایی مؤسسه معماری آمریکا بهترین ساختمان هاوایی نام‌گذاری شد و به‌عنوان یک سایت تاریخی ملی و ایالتی ثبت شده‌است. این موزه توسط اتحادیه موزه‌های آمریکا تأیید شده‌است.
در سال ۱۹۹۸، بازسازی گسترده‌ای با طراحی بال آسیایی آغاز شد. در سپتامبر ۱۹۹۹، ساخت مجتمع پاویلیون هنری لیوس با طراحی جان هارا آغاز شد، که در ۱۳ می ۲۰۰۱ بازگشایی شد. این تغییرات شامل فضاهای گسترش‌یافته‌ای برای کافه پاویلیون و فروشگاه موزه، و یک نمایشگاه دو طبقه جدید بود. مجتمع لوس به نام هنری لیوس، یکی از بنیان‌گذاران و سردبیر مجله تایم نام‌گذاری شده‌است. بیوه او، کلر لوس، در هاوایی اقامت داشت و از سال ۱۹۷۲تا ۱۹۷۷در هیئت امنای موزه خدمت کرد.
گالری‌های جدید موزه هنر هونولولو که تأثیرات فرهنگی مناطق مختلف را نمایش می‌دهند، در سال ۱۹۹۹ در بال غربی موزه بازسازی و بازگشایی شدند. یک نمایشگاه جدید نیز برای نمایش هنر کره در سال ۲۰۰۱ افتتاح شد. گالری‌های جدید دیگری برای هنر هند، اندونزی و آسیای جنوب شرقی در سال ۲۰۰۲ بازسازی و افتتاح شدند. همچنین در سال ۲۰۰۳، یک نمایشگاه برای ارائه هنر فیلیپین به نام مدیر بازنشسته موزه و همسرش جورج الیس و نانسی الیس افتتاح شد. در فوریه ۲۰۰۵، موزه یک کارگاه حفاظت از نقاشی آسیایی را افتتاح کرد و در دسامبر همان سال، بازسازی گالری‌های هنر غربی را تکمیل کرد.

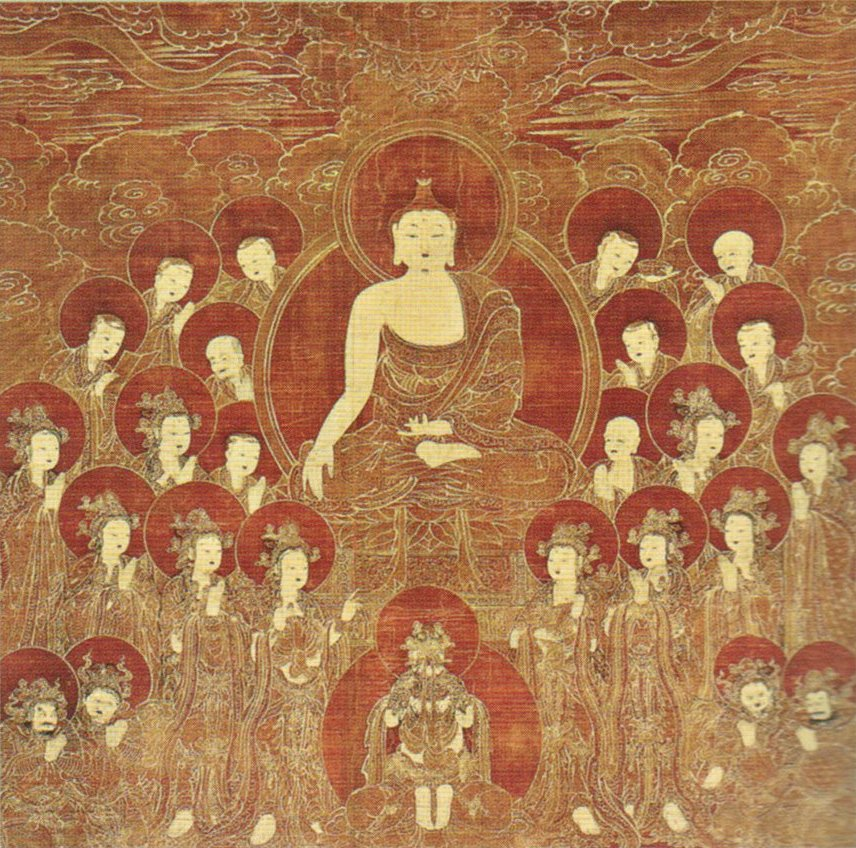
گوتاما بودا و هشت بودیساتوا بزرگ، کره، سلسله چوسون، قرن شانزدهم

در سال ۲۰۰۱، موزه با بنیاد هنر اسلامی دوریس دوک وارد همکاری شد، و سالن تئاتر موزه در ژوئیه ۲۰۰۲ به نام او تغییرنام داده شد. در اکتبر ۲۰۰۲، موزه گالری جدیدی را افتتاح کرد که به‌عنوان مرکز آشناسازی برای همه تورها به املاک شانگری‌لا هونولولو دوریس دوک عمل می‌کند.
به دلیل همه‌گیری کروناویروس در سال ۲۰۱۹، موزه یک‌سوم کارگران تمام‌وقت و کارگران فصلی خود را که به‌صورت پاره‌وقت کار می‌کردند برای کاهش شیوع کووید-۱۹ در ۱۷ آوریل ۲۰۲۰ اخراج کرد.

### ادغام موزه معاصر و آکادمی هنر هونولولو
در جولای ۲۰۱۱، موزه معاصر (سابق) هونولولو در ارتفاعات ماکیکی، با «آکادمی هنرهای هونولولو» ادغام شدند. هیئت امنای آکادمی در دسامبر ۲۰۱۱ به تغییرنام این موزه به «موزه هنر هونولولو» رأی داده و نام آن به‌عنوان «آکادمی هنر هونولولو» حفظ شد. موزه معاصر سابق، به موزه هنر هونولولو، خانه اسپالدینگ، مرکز هنر در لینه‌کونا به مدرسه موزه هنر هونولولو تبدیل شد، و موزه معاصر در مرکز هاوایی به «موزه هنر هونولولو» در مرکز هاوایی تبدیل شد.

### فروش اسپالدینگ‌هاوس
در ۱۶ ژوئیه ۲۰۱۹، موزه اعلام کرد که هیئت امنا، اسپالدینگ‌هاوس را می‌فروشد تا «به موزه اجازه دهد منابع خود را در محوطه اصلی در خیابان برتانیا متمرکز کند.»
مدیر موقت و معتمد موزه، مارک بوراک، اظهار داشت: «از دیدگاه امانت‌داری، ما از همه جهات به این موضوع نگاهی عمیق و سخت داشته‌ایم. درحالی‌که زیبایی و اهمیت تاریخی اسپالدینگ‌هاوس جدا شدنش را دشوار می‌کند، اما تقسیم دو پردیس هنری بزرگ و پر از آثار نیز چالش‌برانگیز بوده‌است.»
متولی و رئیس کمیته ساختمان و زمین، جیم پیرس، افزود: «کمیته به اتفاق آرا به این نتیجه رسید که آماده‌سازی اسپالدینگ‌هاوس برای فروش به نفع موزه هنر هونولولو خواهد بود. ما خوش‌شانس هستیم که هیئت مدیره و کارمندانی داریم که همه گزینه‌ها را برای آینده به‌دقت ارزیابی می‌کنند و به‌طور مستمر تغییراتی را ایجاد می‌کنند که اطمینان حاصل کنند، سرمایه‌های مالی لازم برای ادامه مأموریت موزه حفظ شود. تصمیم‌گیری و اجرای این تصمیم نشان‌دهنده عملکرد مقبول تجاری در دراز مدت است».
به‌دنبال این اظهارنظرها در مورد مسئولیت امانت‌داری هیئت‌مدیره، بسیاری از اعضا در مورد سرمایه مؤسسه گمانه‌زنی کردند. استرلینگ هیگا در سرمقاله خود، از دست دادن اسپالدینگ‌هاوس، حدس و گمان زد. او می‌نویسد: «جزایر ما میزبان توریست‌های خارج از کشور هستند. پول ژاپنی، کانادایی و چینی سرازیر می‌شود. میلیاردرهای سیلیکون‌ولی ریشه در این‌جا دارند. با توجه به این شرایط، به نظر می‌رسد که اسپالدینگ‌هاوس به یک خریدار خارجی فروخته شود و این محوطه دیگر برای عموم قابل‌دسترس نخواهد بود. ما می‌توانیم برای نجات آن دعا کنیم، اما ممکن است نجات به‌دست نیاید. بهتر است امیدوار باشیم که الیگارشی جدید به اندازه الیگارشی قدیم سخاوتمند باشد که آثاری مانند اسپالدینگ‌هاوس را برای ما به ارث گذاشته‌است.

### مدیران
- هالونا نورتون-وستبروک: ۲۰۲۰ تاکنون[۱۹]
- شان اوهارو: ۲۰۱۷ تا ۲۰۱۹
- استفان جوست: ۲۰۱۱ تا ۲۰۱۶
- استیون لیتل: ۲۰۰۳ تا ۲۰۱۰
- جورج آر الیس: ۱۹۸۲ تا ۲۰۰۳
- جیمز دبلیو فاستر: ۱۹۶۳ تا ۱۹۸۲
- رابرت پی گریفینگ، جونیور: ۱۹۴۷ تا ۱۹۶۳
- ادگار سی شنک: ۱۹۳۵ تا ۱۹۴۷
- کاترین مک لین جنکس: ۱۹۲۹ تا ۱۹۳۵
- کاترین ای بی کاکس: ۱۹۲۷ تا ۱۹۲۸
- فرانک ام مور: ۱۹۲۴ تا ۱۹۲۷

## آموزش
آموزش همیشه بخشی جدایی‌ناپذیر از مأموریت موزه هنر هونولولو بوده‌است. این موزه با همکاری نزدیک با مربیان و مدرسان، و با به‌کارگیری ابزارها و تجربیات برای تبدیل هنر تجسمی به عنصر یادگیری تلاش می‌کند. برنامه‌های آموزشی موزه شامل تورهای راهنما، کارگاه‌های آموزشی، کلاس‌های نمایشگاهی و فعالیت‌های هنری برای کودکان است. برنامه‌های مدرسه شامل کلاس‌های هنری برای دانش‌آموزان آزاد و برنامه‌هایی برای دانش‌آموزان مدارس دولتی هاوایی می‌شود، که تورهای موزه و گردش عملی و کلاس‌های خلاقه هنر را در مرکز هنری ترتیب می‌دهد. منابع آموزشی از سوی مربیان، مجموعه‌داران، دانش‌آموزان، اعضاء، هنرمندان، اساتید تاریخ هنر و کتابخانه‌ای کوچک تأمین می‌شود.

### تورها
گروه‌های آموزش موزه تورهایی را برای عموم، گروه‌های دانش‌آموزی (پیش‌دبستانی و بالاتر)، و سازمان‌های اجتماعی در گروه‌های ده نفره یا بیشتر برگزار می‌کنند. از شرکت‌کنندگان درخواست می‌شود که حداقل از دو هفته قبل، تورها را برنامه‌ریزی کنند.
تورهای ویژه‌ای به صورت نمایشگاه‌هایی موقت نیز برگزار می‌شود که اغلب شامل فعالیت‌های تکمیلی هستند، و برخی از آن‌ها صرفاً برای کودکان طراحی شده‌اند. کارگاه‌های آموزشی برای معلمان و مربیان نیز ممکن است ارائه شود. تورهای موضوعی بر یک کشور خاص، منطقه، دوره زمانی، جنبش هنری یا گروه‌هایی از هنرمندان متمرکز هستند.

### برای کودکان
برگه‌های راهنمای بازدید گالری، بازدیدکنندگان را راهنمایی می‌کند تا در گالری‌ها آثار هنری خاصی را که بر یک موضوع تمرکز دارند، بیابند.
این موزه با همکاری اداره آموزش و پرورش هاوایی و در مدارس دولتی، برنامه‌های آموزشی هنری را برای دانش‌آموزان در سراسر ایالت برگزار می‌کند.

### سایر منابع آموزشی

#### کتابخانه تحقیقاتی هنر رابرت آلرتون
کتابخانه تحقیقاتی هنر رابرت آلرتون برای دانشجویان کالج، اعضاء و سایرین، جهت تحقیقات تاریخ هنر قابل استفاده است. این مجموعه دارای بیش از ۴۰۰۰۰ جلد در یک سیستم دسته‌بندی محرمانه و شامل کتاب‌های مرجع عمومی، آرشیو موزه، فایل آثار هنرمندان و کاتالوگ حراج‌ها است. همچنین دسترسی به اینترنت به‌صورت رایگان ارائه شده‌است.

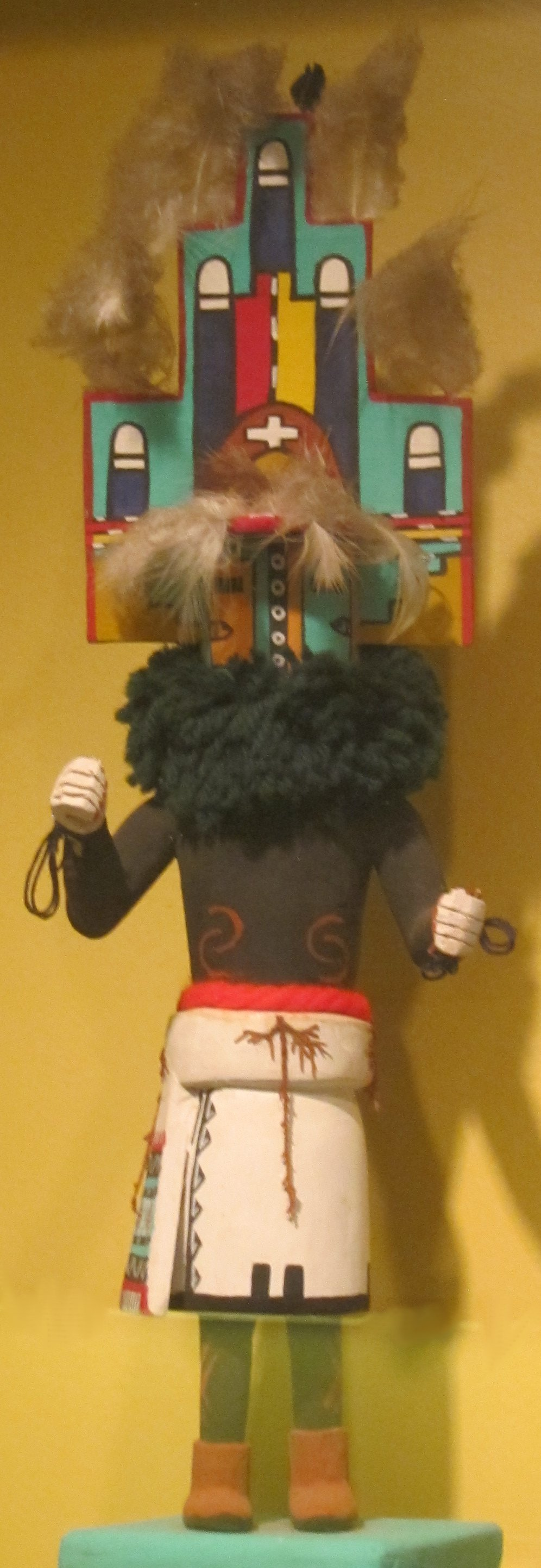
عروسک همیس (رقص خانگی) کاچینا، آریزونا، مردم هوپی در موزه هنر هونولولو

#### مجموعه امانات
اشیاء هنری، صنایع دستی و هنرهای ملی و قومی از سراسر جهان، کتاب‌ها و بازتولید آثار هنری برخی از موارد موجود در مجموعه امانات هستند. مجموعه امانات برای مدارس، کتابخانه‌ها و سایر سازمان‌های اجتماعی در دسترس است.

## مجموعه غرفه لوس
مجموعه لوس پاویلیون که در ۱۳ مه ۲۰۰۱ افتتاح شد، شامل یک کافه جدید، فروشگاه و یک ساختمان دو طبقه با مساحت ۳۷۰ متر مربع است. سایر امکانات مجموعه عبارتند از انبار زیرزمینی، اسکله بارگیری، آب‌پاش‌های آتش‌نشانی، آسانسور، قابلیت پخش ویدئو از راه دور، سیستم‌های کنترل روشنایی، و سیستم کنترل آب و هوا. مجموعه غرفه لوس با ویلچر قابل دسترسی است. این پروژه که بیش از ۹ میلیون دلار هزینه دربرداشته است، ۲۶٬۰۰۰ فوت مربع (۲٬۴۰۰ متر مربع) به موزه اضافه کرد، و مساحت موزه را به ۱۳٬۳۰۰ متر مربع افزایش داد. بنیاد لوس مبلغ ۳٫۵ میلیون دلار برای ساخت این مجموعه اهدا کرد. مراسم کلنگ‌زنی این مجموعه در ۲۳ سپتامبر ۱۹۹۹ برگزار شد و افتتاحیه آن در ۱۳ می ۲۰۰۱ برگزار شد.

### گالری جان دومینیس و پچ دیمون هولت
در طبقه دوم گالری، بال هنری لوس، در مجموعه غرفه لوس، آثاری از مجموعه هنرهای هاوایی به نمایش گذاشته شده‌است. گالری جان دومینیس و پچ دیمون هولت شامل آثاری از هنر بومی هاوایی، دیدگاه‌های اولیه غربی از هاوایی و هنر هنرمندان معاصر مبتنی بر اقلیم هاوایی است. این گالری منعکس‌کننده تغییر زندگی و مناظر هاوایی پس از ورود اروپایی‌ها و همچنین کاوش آن در سنت‌های هنری هنری هاوایی در حال تغییر است، زیرا جوامع جزیره در طول قرن نوزدهم و اوایل قرن بیستم از انزوا درآمدند.
مناظر اولیه از هاوایی متعلق به دهه‌های پایانی قرن هجدهم و آغاز قرن نوزدهم، توسط هنرمندان هیئت‌های اکتشاف مانند جان وبر و رابرت دامپیه انگلیسی، آگوست بورگه و استانیسلاوس داروندو فرانسوی، و لویی چوریس از روسیه کشیده شده‌است؛ تصاویری از اولین تماس جهان غرب با هاوایی، تصاویر قرن نوزدهمی توسط هنرمندان اروپایی مانند جورج برگس، پل اِمِرت، نیکلاس شوالیه، و جیمز گی ساوکینز، که رشد هاوایی در گذر جوامع غربی از خشکی و دریا را نشان می‌دهند.
گالری هولت همچنین دارای نقاشی‌های رنگ روغن، آبرنگ، طراحی‌ها، آثار چاپی و عکس هنرمندانی مانند انوک وود پری، ژول تاورنیه، هاوارد هیچکاک، جان لافارژ، جورجیا اوکیف، انسل آدامز، برت وستون، روی پارتریج و ژان شارلو است. آثار هنرمندان متولد هاوایی از جمله مارگریت لوئیس بلازینگام، ایسامی دوی، هون چو هی، کورنلیا مک اینتایر فولی و کیچی کیمورا، که توسعه یک سنت مدرنیستی بومی در قرن بیستم در هاوایی را نشان می‌دهد، و شامل هنرمندان معاصر لیساهاان، جیمز جک و یان پی مینگ می‌شود. از دیگر هنرمندان این مجموعه می‌توان به چارلز دبلیو بارتلت، ژولیت می فریزر، شرلی راسل، مدج تننت و جان چین یانگ اشاره کرد. گالری جان دومینیس و پچ دیمون هولت همچنین دارای فضایی برای نمایشگاه‌هایی است که هنرهای هاوایی را نشان می‌دهند.
گالری هولت به نام جان دومینیس هولت دیمون هولت نام‌گذاری شده‌است. جان دومینیس هولت از والدینی هاواییایی، از درجه عالی دنیا آمد. او مذهب، آداب و رسوم، اساطیر و زبان هاوایی را آموخت. و در زمان نوجوانی یک نسب‌شناس بود.
متولی افتخاری موزه و همسر جان دومینیس هولت، فرانسیس «پتچس» دیمون هولت در بسیاری از پروژه‌های فرهنگی مشارکت فعال داشت. او که از فرزندان یک خانواده مبلغ و فارغ‌التحصیل مدرسه پوناهو بود، در انگلستان تحصیل کرد و مدرک حقوق خود را از دانشگاه کلمبیا دریافت کرد. او به همراه خواهر بزرگترش، هریت بالدوین، بنیادی را برای کمک به حفظ ارزش‌های فرهنگی و زیست‌محیطی ایجاد کردند.

### کافه‌بار و کافه HoMA
این کافه در سال ۱۹۶۹ تأسیس شد. منوی ساده‌ای داشت و به مدت بیش از بیست سال توسط داوطلبان اداره می‌شد. مدیریت و کارکنان حرفه‌ای به تدریج تغییر کرده و اضافه شدند. در سپتامبر ۱۹۹۹، کافه در طول ساخت مجموعه به غرفه لوس منتقل شد و مساحت آن بیش از دو برابر شد، و به ۲۹۰ متر مربع رسید. این کافه مشرف به یک فواره گرانیتی با حوض انعکاسی و مجسمه‌های جون کانکو است.
کافه HoMA غذاهای معمولی و امروزی، و نوشیدنی‌ها را همراه با نوع خاصی ازمهمان‌نوازی به سبک جزیره‌ای ارائه می‌دهد، که تجربه بازدید از موزه را تکمیل می‌کند. کافه در فضای باز یک رستوران مشرف به اقیانوس قرار دارد.
کافه‌بار در فضای باز و در محوطه حیاط موزه میان درختان نخل است، با مجموعه‌ای از نوشیدنی‌ها از قهوه و چای، آبجو و شراب، با منوی غذا.
برای صرف ناهار در کافه هیچ هزینه و ورودیه‌ای وجود ندارد.

## نگارخانه

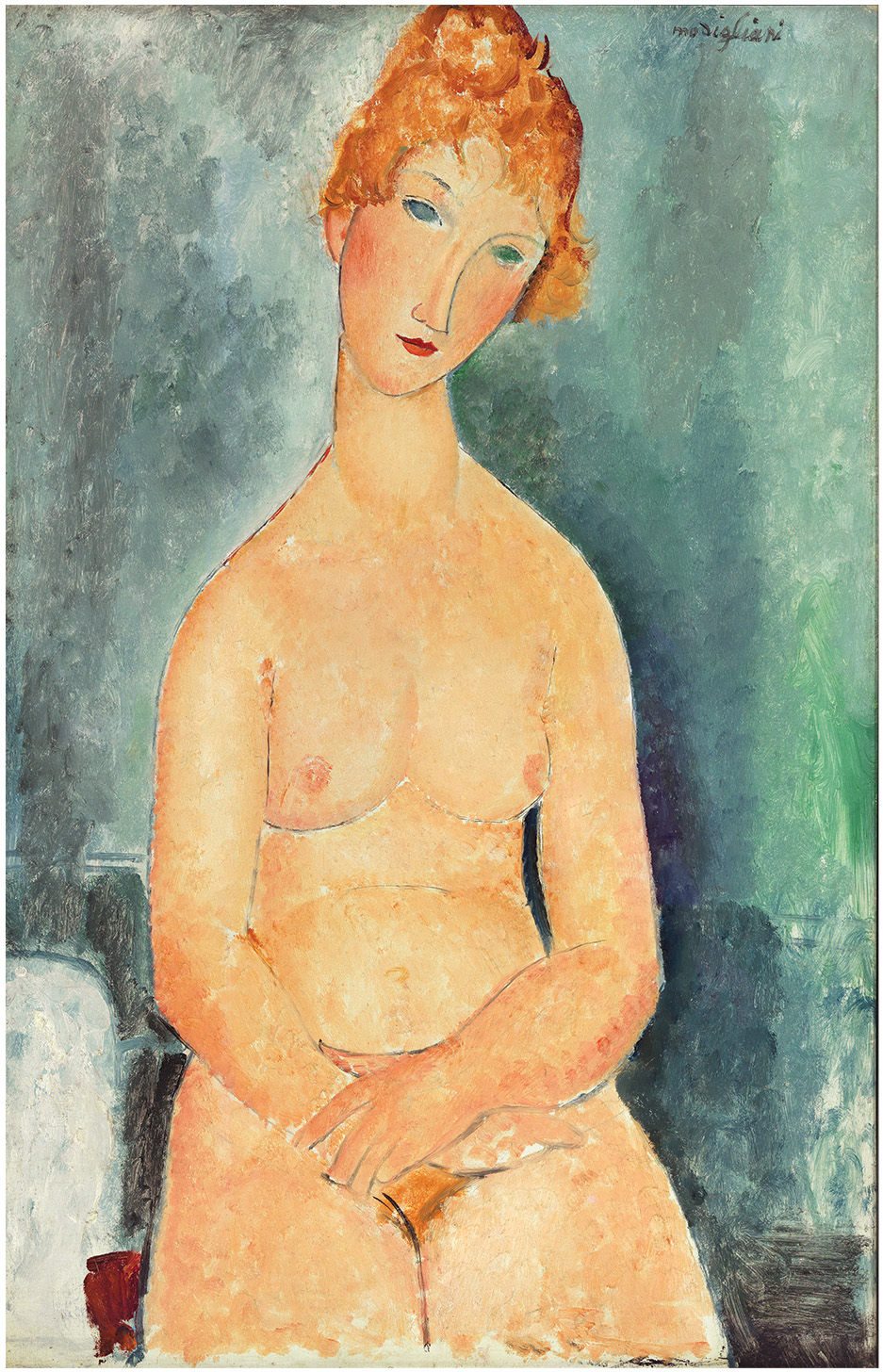
آمدئو مودیلیانی (ایتالیایی، ۱۸۸۴–۱۹۲۰)، برهنه نشسته، ۱۹۱۸. رنگ روغن روی بوم. هدیه خانم کارتر گالت، ۱۹۶0 (2895.1)

## پیوند به خارج
Online gallery